# Montanha (Brésil)
Montanha est une municipalité brésilienne située dans l'État de l'Espirito Santo.